# Seton Palace

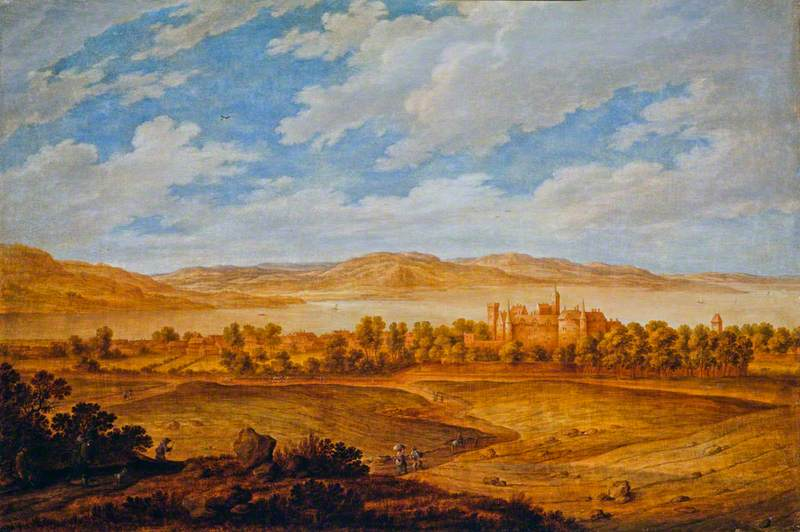
Seton Palace 1638, målning av
Alexander Keirincx.

Seton Palace var ett slott beläget i East Lothian, ca 10 km sydost om Edinburgh nära samhället Prestonpans. Slottet ansågs allmänt som det vackraste palatset i Skottland under 1500- och 1600-talen och besöktes flitigt av kungligheter så som Mary Queen of Scots för rekreation men även som gömställe i orostider. Slottet uppfördes under 1400-talet av George Seton, 4th Lord Seton, och dess arkitektur var liknande hans slottet Winton.
Slottet innehades av ätten Seton tills det konfiskerades på grund av George Setons, 5th Earl of Winton, inblandning i 1715 års jakobitiska uppror. Vid 1780-talet var slottet i ruiner och dess nye ägare överstelöjtnant Alexander Mackenzie vid the 21st Dragoons, anlitade 1789 Robert Adam för att uppföra Seton Castle på dess plats. Resterna av den äldre byggnaden revs 1790.